# Nyctiophylax synorius
Nyctiophylax synorius là một loài Trichoptera trong họ Polycentropodidae. Chúng phân bố ở miền Australasia.